# سيمون هولمز
سيمون هولمز (بالإنجليزية: Simon Holmes)‏ هو عازف قيثارة أسترالي، ولد في 28 مارس 1963 في Mordialloc, Victoria ‏ في أستراليا، وتوفي في 13 يوليو 2017 في سيدني في أستراليا.